# Wango (fumetto)
Wango è una serie di avventure realistiche pubblicata sul settimanale francese per ragazzi Vaillant dal 1957 al 1960, destinata a sostituire la serie Lynx blanc . Serie corale dal suo susseguirsi di autori, è stata creata da Jean Ollivier poi ripresa dalla sceneggiatura di Roger Lécureux e Georges Rieu. Wango è successivamente disegnato da Eduardo Teixeira Coelho e Paul Gillon.

## Storia
Wango è un marinaio che viaggia per il mondo. Capitano di lungo corso, viaggia nei mari del sud accompagnato da un vecchio filosofo cinese, Li-Fou, il "saggio dei saggi" che distilla con calma le sue massime. Sotto la penna di Paul Gillon, è un nuovo compagno cinese che accompagna Wango, Petit-Soleil, più giovane e grassoccio, ma comunque altrettanto saggio.

## Pubblicazione in Vaillant
- Wango (episodio senza titolo) con Eduardo Teixeira Coelho (illustratore) e Jean Ollivier (sceneggiatura), 27 tavole, n. 658-684, 1957-58.
- L'Imperatore delle Isole con Paul Gillon (illustratore) e Roger Lécureux (sceneggiatura), dal n ° 685 al 694 poi dal n. 696 al 709, 1958.[1]
- Les Pêcheries maudites con Paul Gillon (illustratore) e Roger Lécureux e Georges Rieu (sceneggiatura), n.710-724, 1958-1959.[2]
- The Pink Marble Palace con Paul Gillon (illustratore) e Georges Rieu (sceneggiatura), n. 725-770, 1959-1960.
- Hervé Cultru, “Wango”, a Vaillant, 1942-1969 la vera storia di un mitico diario, cap. 8: Orizzonti lontani e giungle misteriose, Edizioni Vaillant da collezione, 2006.

## Altre pubblicazioni
- Wango Illustrazioni di Paul Gillon e Roger Lécureux e sceneggiatura di Georges Rieu, edizioni Furioso, 1980 (con prefazione di Jean-Pierre Dionnet ).
  - La maledetta pesca
  - Il palazzo in marmo rosa

Ristampato dalle edizioni Taupinambour nel 2012.
- Wango di Eduardo Coelho e Roger Lécureux, album dei pirati, 2015.[3]
- Wango[4]
- Wango[5]
- Wango dans Vaillant/Pif[6]

## Illustrazioni di qualità
- Wango (disegni di Eduardo Teixeira Coelho), annunci di inizio serie, n, 655-656-657, 1957.
- Copertina (disegno di Eduardo Teixeira Coelho), n. 663, 1958.

## Caricatura
- Battute di Roger Mas, n. 747, 1959.

## Traduzioni
- Portoghese (per il racconto disegnato da Eduardo Teixeira Coelho): tradotto e pubblicato nel numero speciale 28 di Mundo de Aventuras  (pt), il 28 luglio 1981.[7]
- Olandese: Wango de Gillon, Lécureux e Rieu, edizioni Panda, 1981 (traduzione dell'album Furioso).